# Cinara watsoni
Cinara watsoni är en insektsart som beskrevs av Tissot 1939. Cinara watsoni ingår i släktet Cinara och familjen långrörsbladlöss. Inga underarter finns listade i Catalogue of Life.